# Manuel de Blas
Manuel de Blas (teljes nevén Manuel de Blas Muñoz, Badajoz, 1941. április 12. –) spanyol színész.

## Élete és munkássága
Nemesi eredetű családban született egy Extremadura Badajoz tartományában levő vidéki városban, Portugália mellett. Gyerekkorát Córdobában töltötte. Madridban politológiát tanult. Ezt követően beiratkozott az Állami Operatőri Iskolában és 1961-ben szerepet kapott a Rosa de Lima c. filmben.
Az utóbbi ötven évben Spanyolország színész halhatatlanjai közé emelkedett, tehetségét filmvásznon, színházban és televízióban villogtatva.
Az 1960-as és 1970-es években több műfajban kipróbálta magát. Emlékezetes, Magyarországon is ismert szerepe a Különben dühbe jövünk című Bud Spencer-Terence Hill filmvígjáték, az érzékeny, zeneművészetre fogékony olasz bérgyilkos, Paganini karaktere volt, aki murisan jár pórul Terence Hillnek köszönhetően. Terence Hill és Manuel de Blas négy évvel korábban már dolgozott együtt, méghozzá A szél dühe című filmdrámában.
A 80-as években de Blas színházban lépett fel leginkább, majd 1986-ban újból szerepelt filmben, a Dragón Rapidé-ban.
A 60-as években divatműfajokban, horrorokban, krimikben, spagettiwesternekben volt mellékszereplő, többsége ezen filmeknek készítőik számára kudarc volt, de Blas karrierjében viszont nem jelentettek törést. Említésre méltó a Vadnyugati szamuráj c. 1975-ös Sergio Corbucci rendezte western, amelyben de Blas eljátszotta a negatív főszereplőt, a kapzsi és őrült Donovan őrnagyot, ellenfeleit Tomás Milián, Giuliano Gemma és a világhírű Eli Wallach játszották. Karrierje során dolgozott együtt Alain Delonnal, Jane Seymourral, Fernando Rey-jel, Marlon Brandóval, Tom Selleckkel és Anthony Quinnel is.
Magyarországon, a második világháború idején játszódik a Budapest angyala c. spanyol film (2011). A rendező Luis Oliveros zömmel magyar színészeket invitált meg filmjébe, akik de Blassal dolgozhattak együtt, többek között Őze Áron, Gáspár Kata, Bán János, Szabó Kimmel Tamás, Fenyő Iván, vagy Papadimitriu Athina.

## Magánélete
1967-ben a Cita en Navarra c. film forgatásán ismerkedett meg egy ifjú amerikai színésznővel, Patty Sheparddal. Az ismertségből rövidesen szerelem, majd házasság lett. Shepard több olyan filmben is szerepel, ahol férjével együtt játszhatott, például a Különben dühbe jövünkben a csinos kötéltáncos hölgyet, Lizát alakította.
1969-ben született meg fiuk, David.
Shepard 2013-ban bekövetkezett halála óta de Blas özvegy.

## Manuel de Blas a színházban
Manuel de Blas első színpadi fellépéseként az Antigonéban szerepelt 1975-ben, Madridban. Ókori görög és modern drámákban egyaránt látható volt (Euripidész, Samuel Beckett, Henrik Ibsen, Harold Pinter).

## Fontosabb filmjei
- Eltévedt parancs (Lost Command), 1966
- Alienado de tanta traca, gritó: ¡Viva Valencia!, 1966
- Cita en Navarra, 1967
- A szél dühe (La collera del vento), 1970
- Különben dühbe jövünk (…altrimenti ci arrabbiamo!), 1974
- Rablótámadás (Hold-Up, instantánea de una corrupción), 1974
- Vadnyugati szamuráj (Il bianco il giallo il nero), 1975
- Éjszakai utazók (I viaggiatori della sera), 1979
- Un maño en la corte del Rey Arturo, 1980
- Avilai Szent Teréz élete (Teresa de Jesús), két epizódban 1984
- Kommandós fegyver (Instant Justice), 1986
- Nyomozás Krisztus holtteste után (L'inchiesta), 1986
- A legvidámabb játék (El juego más divertido), 1988
- Az alagút (El túnel), 1988
- Si la cabra se come la pizza, me hago socio del Sporting, 1989
- Lidérces éjjel (La noche oscura), 1989
- Kolumbusz, a felfedező (Christopher Columbus: The Discovery), 1992
- Budapest angyala (El ángel de Budapest), 2013